# Terminal de la TWA
La Terminal de la TWA o també coneguda com la Trans World World Flight Center, és una terminal aeroportuària i un complex hoteler situat a l'aeroport John F. Kennedy, a l'est de la ciutat de Nova York. L'edifici principal de la terminal original, o casa principal, va estar en servei durant el 1962-2001 com a terminal, i en el 2017 va se reutilitzat de forma adaptativa com part del Hotel TWA. La casa principal està parcialment envoltada per un edifici terminal de reemplaçament acabat el 2008 i flanquejada per dos edificis agregats per a l'hotel. La terminal de reemplaçament alberga les operacions JFK de JetBlue. La casa principal i la terminal es coneixen col·lectivament com a Terminal 5 o T5.
El TWA Flight Center va ser dissenyat per a Trans World Airlines per Eero Saarinen and Associates a partir de 1956. Va ser erigit entre 1959 i 1962, i va funcionar com a terminal aèria fins a 2001. Té un prominent sostre prim en forma d'ala sostingut per quatre Molles en forma de Y. Un espai obert de tres nivells amb finestres altes originalment oferia vistes dels avions que partien i arribaven. Dos passadissos de sortida i arribada en forma de tub, encatifats de vermell, s'estenien des de la terminal i connectaven amb les portes; aquests serien demolits per a l'ampliació de 2008. Roche-Dinkeloo, una empresa successora de l'empresa de Saarinen, va dissenyar una ampliació el 1970. El seu disseny va rebre molts elogis de la crítica; L'interior i l'exterior de la casa principal es van convertir en punts de referència designats per la ciutat de Nova York el 1994, i es va afegir al Registre Nacional de Llocs Històrics el 2005.
L'ampliació circumdant a la Terminal 5, dissenyada per Gensler, es va construir entre 2005 i 2008. Consta de 26 portes actives a la Terminal 5, així com nombrosos restaurants i botigues. L'Autoritat Portuària de Nova York i Nova Jersey (PANYNJ), que opera l'aeroport JFK, va pensar alguna vegada que l'estructura original fos una entrada a la terminal de reemplaçament. Aquest pla no es va complir i, en canvi, l'Hotel TWA es va construir entre el 2015 i el 2019; el seu desenvolupament va implicar renovar la casa principal en desús i afegir dos edificis adjacents.

## Arquitectura
La casa principal del TWA Flight Center, dissenyada per Eero Saarinen i els seus associats, és un exemple pioner de construcció d'estructura prima, que consisteix en un sostre de formigó armat sostingut a les cantonades. El disseny incorpora elements dels estils arquitectònics futurista, neofuturista, googie i fantàstic. Està ubicat al mig d'una corba en una de les vies de servei de l'aeroport JFK, davant de l'elevat transportador de persones AirTrain JFK. Els col·laboradors clau de l'oficina de Saarinen van incloure Kevin Roche, Cesar Pelli, Norman Pettula i Edward Saad. Warren Platner va ser en gran part responsable dels interiors. Per dissenyar el sostre, Saarinen va col·laborar amb Charles S. Whitney i Boyd G. Anderson de la signatura Ammann & Whitney. El contractista general va ser Grove Shepherd Wilson & Kruge. Arup era l'enginyer estructural; Jaros, Baum & Bolles va proporcionar l'enginyeria MEP; i Langan va ser l'enginyer civil del projecte.

### Forma

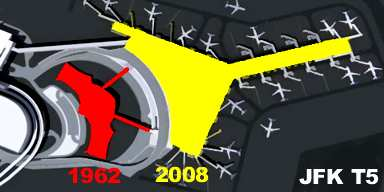
Components del JFK T5:- Terminal Saarinen, original del 1962 (Centre de vol TWA)- Terminal de Gensler, 2008

La forma de la casa principal del TWA Flight Center està dissenyada per relacionar-se amb el seu petit lloc en forma de falca, amb passarel·les i portes col·locades en angles aguts. Saarinen va descriure la forma de la casa principal com si fos la "màquina voladora de Leonardo da Vinci", segons el seu soci Kevin Roche. Des de la casa principal surten dos tubs de passatgers de sortida i arribada que s'estenen cap al sud-est i nord-est. El TWA Flight Center va ser un dels primers a utilitzar passarel·les de passatgers tancades, que s'estenien des de “estructures de portes” al final de cada tub. En els plans originals, els avions estarien disponibles a través del "Flight Wing", un edifici d'un sol pis on els passatgers haurien de caminar a nivell del terra. Les passarel·les van eliminar la necessitat que els passatgers caminessin per terra i els van protegir de les inclemències del temps.
La terminal actual de JetBlue i els edificis de l'hotel TWA són a l'est de la casa principal original. El vestíbul d'entrada de la terminal està format per dos braços que envolten la casa principal del TWA Flight Center en forma de mitja lluna. Es van conservar els dos tubs de passatgers del disseny original, però les estructures de les portes originals van ser destruïdes. T5 conté 26 portes.

### Exterior

#### Sostre

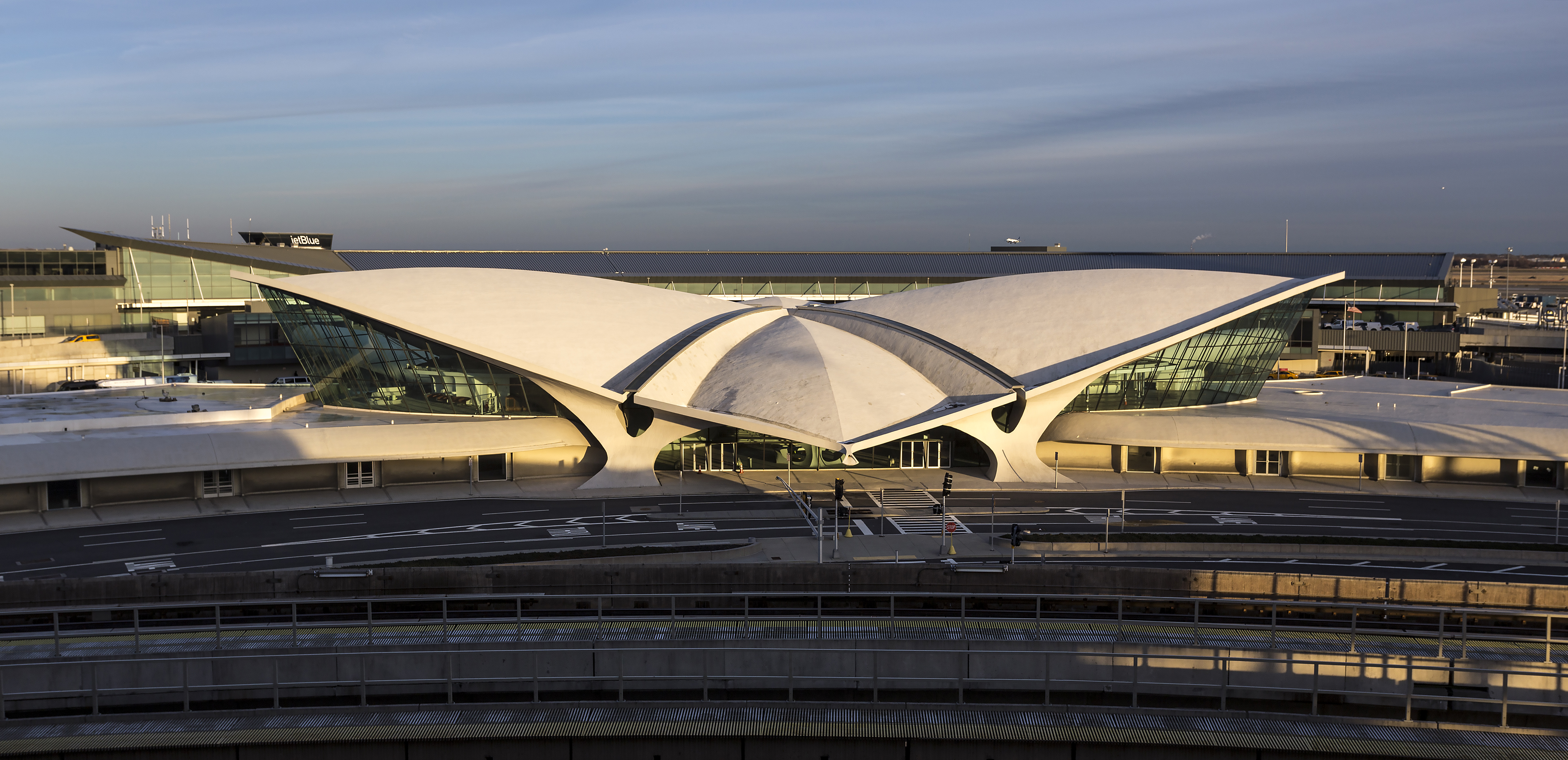
Vista exterior, fotografiat en el 2015

La casa principal del TWA Flight Center és una estructura de dos pisos. La prima carcassa de formigó del sostre va ser dissenyada per abastar un espai ampli utilitzant la menor quantitat de material possible. El sostre es compon de quatre carcasses de concret: dues carcasses inclinades cap amunt a les vores, que s'assemblen a ales, i dues carcasses més petites inclinades cap avall, cap al front i la part posterior de l'estructura. Els projectils inclinats cap amunt arriben fins a 75 peus (23 m) sobre el nivell del terra. Les carcasses de la teulada convergeixen al centre, on cadascuna de les quatre carcasses sosté els altres. Quatre pilars en forma de Y sostenen el sostre, mirant cap endavant i cap enrere; aquests mesuren 51 peus (16 m) d'alçada per 315 peus (96 m) de llarg. Les lluernes es col·loquen dins dels espais entre cada capa. L'entrada principal de l'edifici és al costat terra, on el sostre es projecta sobre una vorera (anteriorment un camí d'entrada) amb un embornal.
El formigó del sostre varia en gruix des de 7 polzades (180 mm) a les vores fins a 40 polzades (1000 mm) a la convergència de les quatre carcasses. El sostre pesa en total 6.000 tones curtes (5.400 t). Les carcasses del sostre tenen una volada de fins a 80 peus (24 m) i contenen reforços d'acer per suportar el pes del sostre.

## Disseny
El disseny original de Saarinen inclou un sostre de formigó destacable amb forma d'ales sobre la terminal; passadissos d'arribades i sortides amb forma de tub, coberts originalment amb moqueta vermella; i altes finestres que permeten vistes dels avions que arriben i surten de la terminal. El sostre de formigó va inspirar Saarinen per desenvolupar rajoles de ceràmica corbs. L'estil de l'edifici es troba a cavall entre el futurisme i el googie.
La terminal va ser una de les primeres amb passarel·les tancades de passatgers, circuit tancat de televisió, un sistema central de megafonia, cintes d'equipatge, i un tauler electrònic d'arribades i sortides. Entre els bars i cafeteries que oferia estaven el Constellation Club, el Lisbon Lounge i el Paris Cafè. No obstant això, com va passar amb moltes altres terminals dissenyades abans de l'arribada dels avions de fuselatge ample, de l'augment del trànsit de passatgers i del reforç de la seguretat, el disseny va resultar difícil d'actualitzar a mesura que evolucionava el trànsit aeri; les portes de la terminal, situades a prop del carrer, van fer difícil la venda centralitzada de bitllets i els controls de seguretat.
El JFK tenia la particularitat de tenir terminals propietat d'aerolínies i dissenyades per elles. Eastern Airlines i American Airlines van construir respectives terminals, mentre que altres portaven els noms de les seves aerolínies, com la Worldport de Pan American World Airways i la Sundrome de National Airlines.

## Història

### 1962-2001: Terminal original
La terminal original, dissenyada per Eero Saarinen, va obrir el 1962 com a terminal de TransWorld Airlines a l'Aeroport Idlewild (actual Aeroport JFK). El 1955 es va encarregar a Saarinen i el seu estudi de Detroit que dissenyaran el TWA Flight Center.

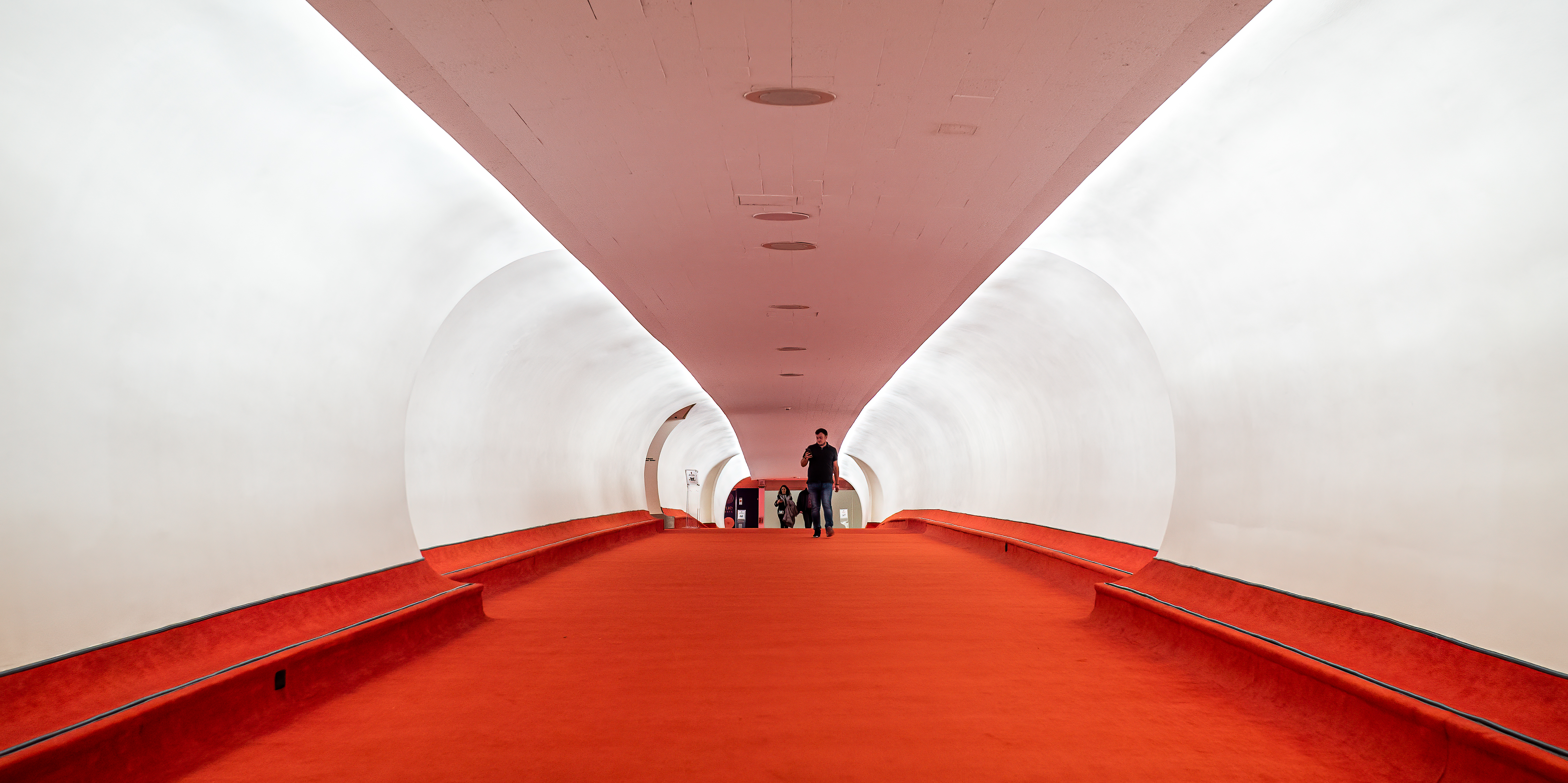
Passeig original, fotografiat en el 2020.

Saarinen va concebre la terminal per «accelerar processos». Alhora, l'emblemàtica construcció amb forma d'ocell tenia un interior coordinat harmònicament i referències a la identitat corporativa de TWA i, per tant, va servir per transmetre la imatge de la companyia. Saarinen va planejar l'aparença de l'edifici des d'una perspectiva purament formal, principalment per explotar les oportunitats del mercat. Per tant, la terminal de TWA representa un enfocament completament diferent davant dels sostres de formigó prims construïts al mateix temps. La terminal va ser construïda per cobrir un espai amb el mínim material possible. Saarinen, que era conegut per ser un arquitecte incansable, va indicar al client que necessitava més temps, i va trigar un altre any per resoldre completament el disseny.
Amb l'ajuda de la dona de Saarinen, Aline, l'aerolínia va explotar la nova oportunitat del mercat per dur a terme una reeixida campanya de màrqueting que va començar el 12 de novembre de 1957 amb la primera presentació pública de l'edifici. Una vegada completada la seva construcció, la terminal va ser inaugurada el 28 de maig de 1962, el mateix any en què Saarinen, que havia mort el 1961, va guanyar pòstumament la Medalla d'Or de l'AIA.
El 1969, la terminal va rebre una nova sala d'entrada-sortida. Coneguda com Flight Wing Two, l'ampliació va ser dissenyada per Roche-Dinkeloo perquè la terminal pogués allotjar als llavors nous avions de fuselatge ample com el Boeing 747.
El 1994, l'Ajuntament de Nova York va designar tant l'interior com l'exterior de la terminal dissenyada per Eero Saarinen un monument històric.

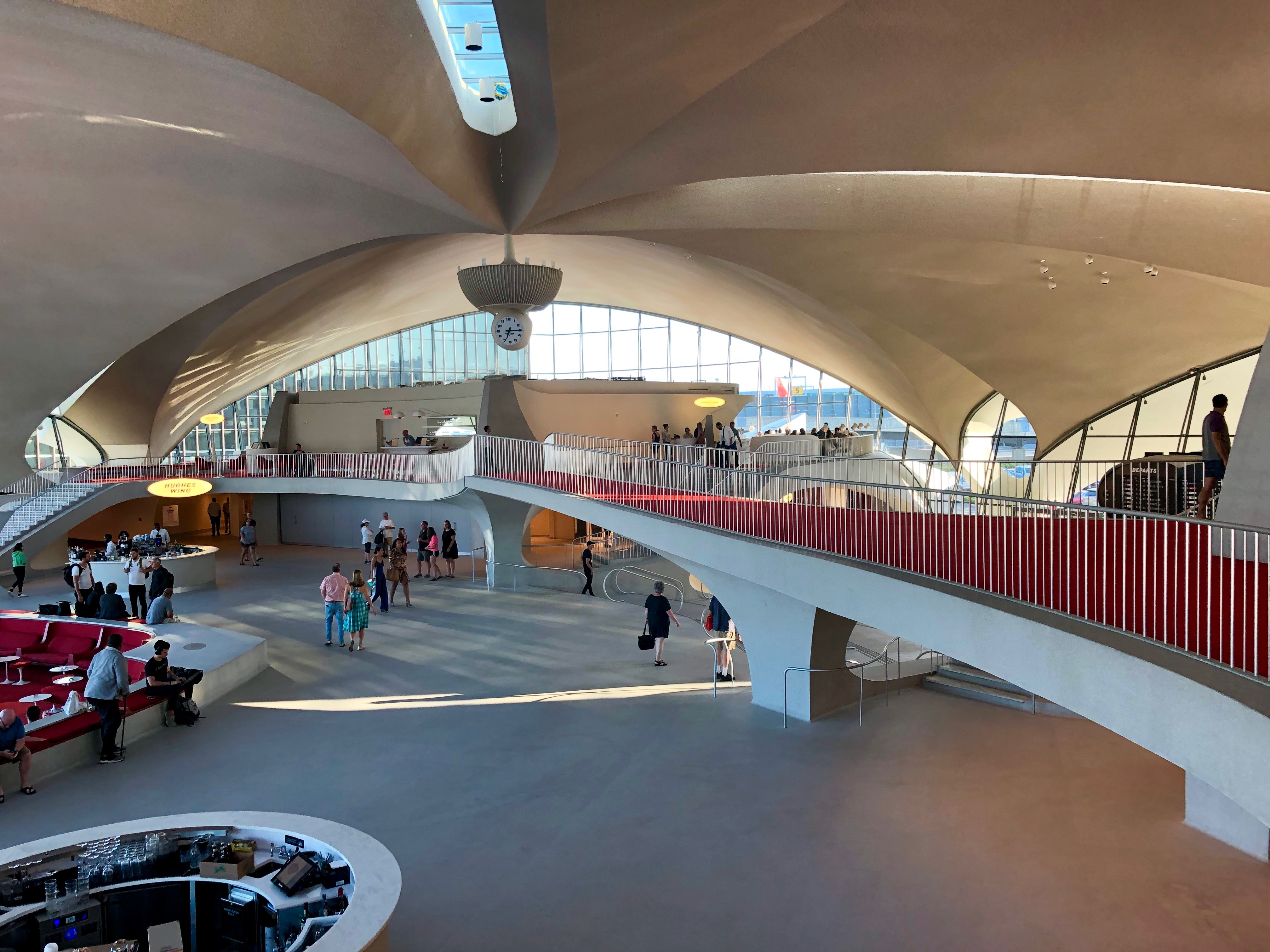
Volíem que els passatgers que passessin per l'edifici experimentessin un entorn dissenyat acuradament on cada part sorgeix d'una altra i tot pertany al mateix món formal.

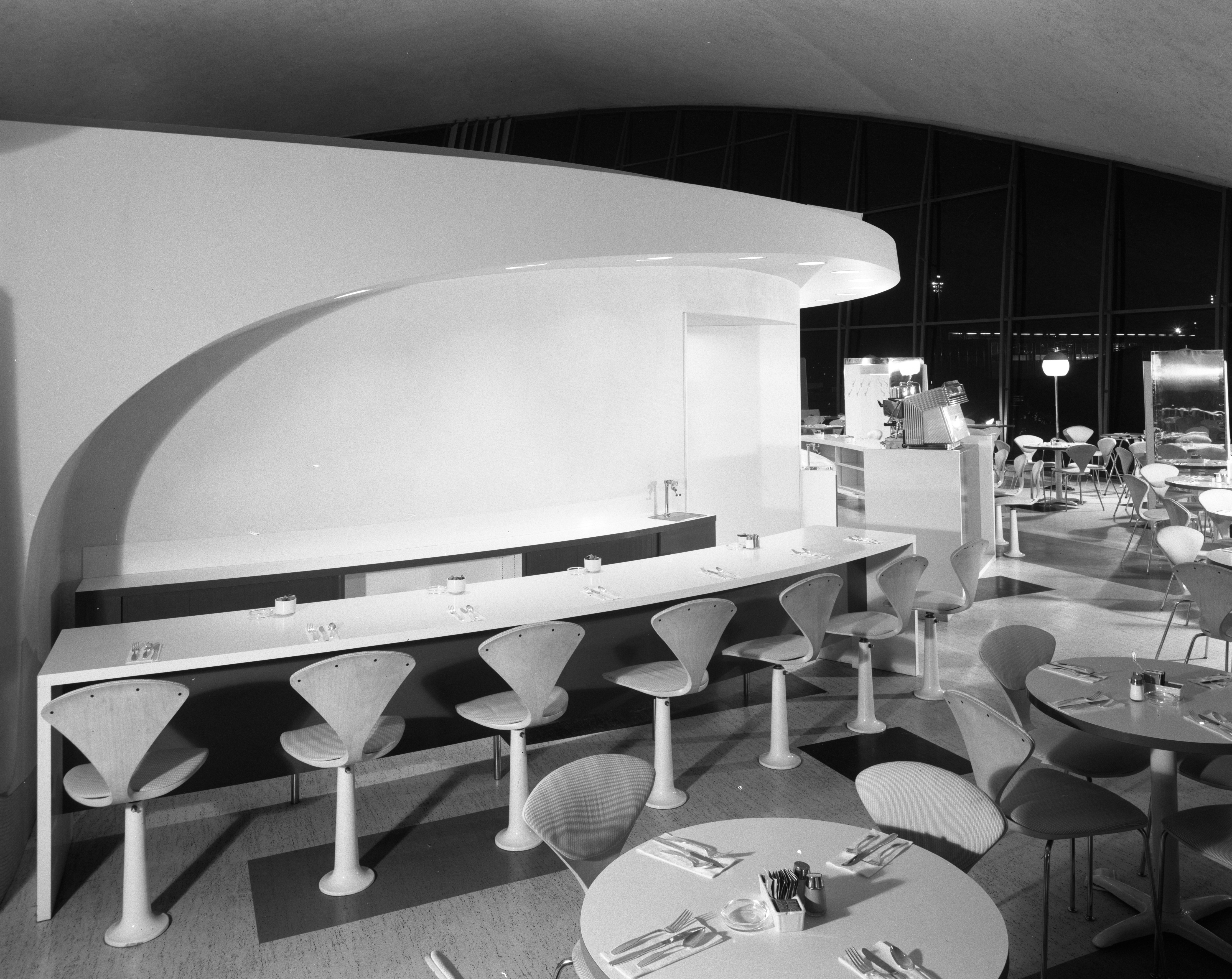
Cafeteria d'Union News del TWA Flight Center a l'aleshores Aeroport Idlewild, per Raymond Loewy.

### 2001–2008: Tancament i designació com a monument
Després del continu deteriorament financer de TWA durant els anys noranta i la posterior venda dels seus béns a American Airlines, la terminal va tancar l'octubre de 2001. L'Autoritat Portuària de Nova York i Nova Jersey va proposar primer convertir la terminal en un restaurant o centre de conferències, alhora que s'envoltaria l'edifici existent amb una o possiblement dues noves terminals. La idea va trobar l'oposició de la Municipal Art Society de Nova York, així com dels arquitectes Philip Johnson i Robert A.M. Stern. L'oposició afirmava que l'edifici, que oferia als passatgers vistes immediates del cel i els avions, seria «escanyat» si s'envoltava amb una altra terminal, i que no conservaria el seu esperit original sinó que el momificaria «com a mosques a ambre».15 Philip Johnson va dir sobre la proposta el 2001
Aquest edifici representa una nova idea a l'arquitectura del segle xx, i no obstant volem escanyar-lo envoltant-lo amb un altre edifici. Imagineu-vos lligar les ales d'un ocell. Això farà a ledifici invisible. Si escanyaràs un edifici, també podries enderrocar-lo.
El 2004, la terminal va albergar breument una exposició d'art anomenada Terminal 5, amb obres de dinou artistes de deu països diferents. L'exposició incloïa obres, conferències i instal·lacions temporals inspirades en l'arquitectura de la terminal, i es desenvoluparia des de l'1 d'octubre de 2004 fins al 31 de gener de 2005, però va tancar inesperadament després que l'edifici fos vandalitzat durant la gala d'obertura. Aquell mateix any, la Municipal Art Society de Nova York va aconseguir que s'inclogués l'edifici a la llista dels «11 llocs més amenaçats dels Estats Units» de la National Trust for Historic Preservation.
El 2005, el Servei de Parcs Nacionals va incloure el TWA Flight Center al Registre Nacional de Llocs Històrics.

### 2008 - actualitat: Nous plans d'ús i construcció d'hotel
El 2008, JetBlue i l'Autoritat Portuària de Nova York i Nova Jersey encara havien de renovar la terminal original de Saarinen, i l'edifici estava buit mentre decidien el seu futur. Entre les primeres propostes van estar un centre de conferències, un museu de l'aviació, i un restaurant, o un lloc per a la facturació dels vols que surten de la nova JetBlue T5.5 L'abril de 2015, The Wall Street Journal va revelar que JetBlue i el seu soci, un promotor d'hotels, estaven negociant pels drets per transformar la terminal en un hotel.
El setembre del 2015, el governador de l'Estat de Nova York Andrew Cuomo va confirmar que l'edifici de Saarinen es convertiria en un nou hotel per als passatgers de l'aeroport. Les obres van començar a l'agost de 2016. Es van enderrocar les estructures situades a cada costat de la terminal, conservant-se la terminal pròpiament dita. de 1000 m².

## JetBlue T5

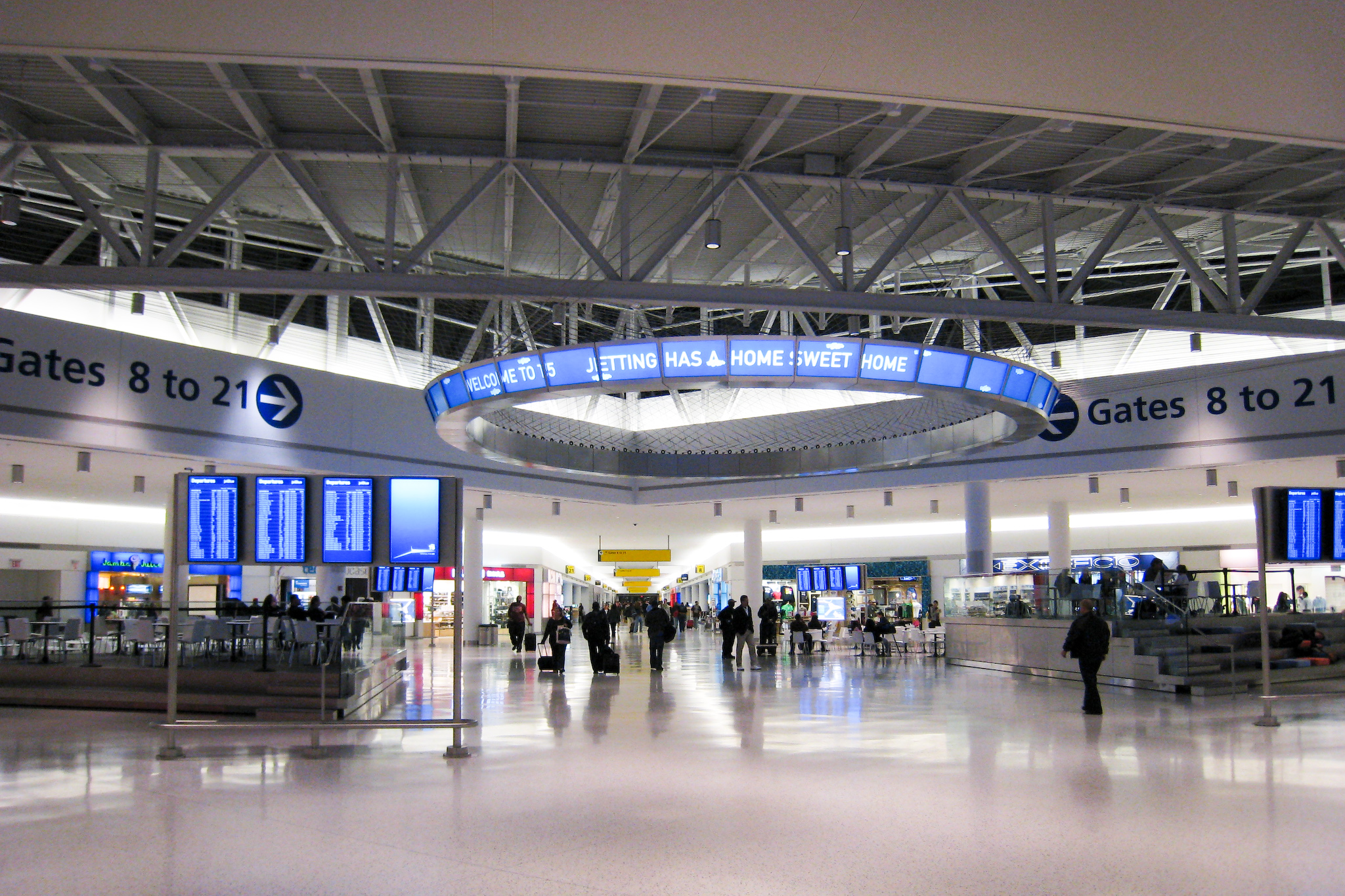
Interior de la nova terminal de JetBlue en el 2008

Al desembre del 2005, l'Autoritat Portuària de Nova York i Nova Jersey va començar la construcció d'una nova terminal per a JetBlue Airways, que ocupava l'adjacent Terminal 6 i era l'aerolínia amb més creixement de l'aeroport. Aquesta nova terminal és darrere de l'edifici original de Saarinen i l'envolta parcialment. Algunes parts perifèriques de l'edifici original van ser demolides per permetre la construcció del nou edifici de 58.100 m² dissenyat per Gensler, que té 26 portes i pot allotjar 250 vols al dia i vint milions de passatgers a l'any.
Originalment, hi va haver també plans per renovar una altra part de l'edifici original, una part conservada de les sales d'embarcament coneguda com The Trumpet («la trompeta»), que data de l'ampliació Flight Wing One de Roche-Dinkeloo de 1969. Durant la construcció de la nova terminal dissenyada per Gensler, The Trumpet va ser elevada i traslladada a cinc-cents metres de distància amb un cost de $895 000, però va haver de ser demolida posteriorment quan el pressupost del projecte va prioritzar renovar la terminal.
La T5 va reobrir el 22 d'octubre de 2008. JetBlue va fer servir una abstracció de la forma de la terminal de Saarinen com a logo oficial de l'esdeveniment i una abstracció de la planta de la terminal per a la senyalització, i va fer el compte enrere de la reobertura a Twitter. La nova terminal té una zona comercial de 5100 m² amb 22 concessions d´alimentació i 35 botigues especialitzades, juntament amb accés sense fil a Internet gratuït, una zona de jocs per a nens i un aparcament amb 1500 places. Va ser la primera terminal aèria del JFK construïda després dels atemptats de l'11 de setembre del 2001, i té vint carrils de seguretat, un dels majors controls en una terminal aèria dels Estats Units. El vestíbul de la terminal de Gensler envolta la terminal de Saarinen amb forma de mitja lluna i conserva els originals i emblemàtics passejos de sortides i llegades amb forma de tub de la terminal de Saarinen (Tube #1 del disseny de Saarinen de 1962 i Tube # 2 de la Flight Wing One dissenyada per Roche-Dinkeloo el 1969).
Mentre que el cèlebre arquitecte Robert A. M. Stern va anomenar l'evocador TWA Flight Center dissenyat per Saarinen "la Grand Central de l'era de l'aviació", la nova terminal s'ha qualificat "d'hiper-eficient" i de "monument a la producció humana".

## Crítiques
Arquitecte i crític: José Juan Barba en el 2014
Mentre que la nova terminal JetBlue, T5 de l'aeroport JFK de Nova York, dissenyada per Gensler, envolta parcialment la terminal de Saarinen i se situa al costat del Centre de Vol, l'edifici principal original és buit. L'Autoritat Portuària de Nova York i Nova Jersey havia obert un projecte de desenvolupament immobiliari i promotors d'hotels l'any 2011, però el contracte no va arribar a bon port i el futur del projecte continua sense resoldre's.

A principis d'aquest any, contràriament a la creença que el terminal en desús podia tenir els dies comptats, l'Autoritat Portuària ha anunciat plans per a la restauració i ha reprès el procés per tornar a sol·licitar ofertes de promotors. Abans de revelar les perspectives del projecte, l'Autoritat Portuària ha dedicat una xifra estimada de 20 milions de dòlars a diferents reformes inicials. Les addicions possibles inclouen torres d'hotel, restaurant i sala d'estar. Entre els possibles interessats hi ha l'Organització Trump, Marriott i Yotel empreses relacionades a desenvolupar l'última etapa del desenvolupament de la terminal. El cost estimat anual actual per mantenir la terminal buida, entre seguretat i despeses operatives, s'estima que és de 2 milions de dòlars.